# 코모토 게이스케

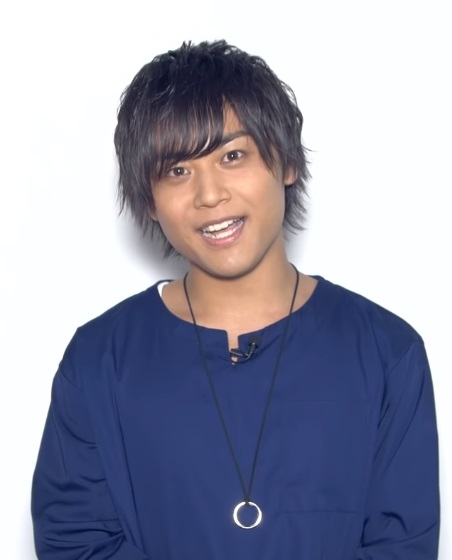

코모토 게이스케(일본어: 河本 啓佑 こうもと けいすけ[*], 1986년 11월 18일 ~ )는 일본의 남자 성우이다. 오카야마현 쓰야마시 출신. 프로덕션 에이스 소속. 형은 개그맨 마린 풀 코모토다.